# Capitan Cavey e le Teen Angels
Capitan Cavey e le Teen Angels (Captain Caveman and the Teen Angels), noto anche come Capitan Cavey, è una serie televisiva animata prodotta da Hanna-Barbera.
La serie è stata trasmessa per la prima volta negli Stati Uniti su ABC dal 10 settembre 1977 al 21 giugno 1980, per un totale di 20 episodi (40 segmenti) ripartiti su tre stagioni. In Italia è stata trasmessa sulle Tv locali dal 21 settembre 1981.

## Trama
Le Teen Angels sono un trio d’investigatrici composto da Brenda, Dee Dee e Taffy. Un giorno, risvegliano casualmente dall’ibernazione il supereroe cavernicolo Capitan Caveman, detto Cavey. Insieme a lui girano il mondo con il loro camper, risolvendo misteri d’ogni tipo.

## Personaggi e doppiatori
- Capitan Cavey (in originale: Captain Caveman), voce originale di Mel Blanc, italiana di Massimo Dapporto.
- Dee Dee Skyes, voce originale di Vernee Watson.
- Brenda Chance, voce originale di Marilyn Schreffler, italiana di Flaminia Jandolo.
- Taffy Dare, voce originale di Laurel Page, italiana di Paola Quattrini.

## Episodi 1ª stagione (inedita in Italia, 1979)
- 01. The kooky case of the cryptic Keys
- 02. The mixed Up mystery of deadman's reef
- 03. What a flight for a fright
- 04. The creepy case of the creaky charter boat
- 05. Big scare in the big top
- 06. Double dribble riddle
- 07. The crazy case of the tell-tale tape
- 08. The creepy claw caper
- 09. Cavey & the Kabuta clue
- 10. Cavey & the Weirdo wolfman
- 11. The disappearing elephant mystery
- 12. The fur freight fright
- 13. Ride 'em Caveman
- 14. The strange case of the creature from space
- 15. The mystery mansion mix-up
- 16. Playing footsie with Bigfoot

## Episodi 2ª stagione (1979)
- 01. Disco Cavey
- 02. Muscle bound Cavey
- 03. Cavey's crazy car caper (inedito)
- 04. Cavey's mexicali 500
- 05. Wild west Cavey (inedito)
- 06. Cavey's winter carnival caper
- 07. Cavey's fashion fiasco
- 08. Cavey's missing missile miss-tery

## Episodi 3ª stagione (1980)
- 01. The Scarifying Seaweed Secret (8 marzo 1980)
- 02. The Dummy (15 marzo 1980)
- 03. Cavey and the Volcanic Villain (22 marzo 1980)
- 04. Prehistoric Panic (29 marzo 1980)
- 05. Cavey and the Baffling Buffalo Man (5 aprile 1980)
- 06. Dragonhead (12 aprile 1980)
- 07. Cavey and the Murky Mississippi Mystery (19 aprile 1980)
- 08. Old Cavey in New York (26 aprile 1980)
- 09. Cavey and the Albino Rhino (3 maggio 1980)
- 10. Kentucky Cavey (10 maggio 1980)
- 11. Cavey Goes to College (17 maggio 1980)
- 12. The Haunting of Hog's Hollow (24 maggio 1980)
- 13. The Legend of Devil's Run (31 maggio 1980)
- 14. The Mystery of the Meandering Mummy (7 giugno 1980)
- 15. The Old Caveman and the Sea (14 giugno 1980)
- 16. Lights, Camera... Cavey! (21 giugno 1980)